# Lee Yeon-ik
Lee Yeon-ik (kor. 이 연익; ur. 11 lipca 1960) – południowokoreański zapaśnik w stylu klasycznym. Olimpijczyk z Los Angeles 1984, odpadł w eliminacjach w kategorii 68 kg.